# Coordinata selenografica
Per coordinata selenografica si intende una delle due coordinate, la latitudine e la longitudine, espresse entrambe in gradi, utilizzate per identificare univocamente la posizione di un punto sulla superficie del satellite terrestre della Luna, analogamente a quanto fanno, nel caso della Terra le coordinate geografiche latitudine e longitudine terrestri.
Secondo la convenzione dell'Unione Astronomica Internazionale del 1961 e successive:
- la latitudine selenografica indica la posizione a nord o a sud dell'equatore lunare (di latitudine 0°); la latitudine selenografica è positiva verso Nord (verso il cratere Plato) e negativa verso Sud (verso il cratere Tycho)
- la longitudine selenografica indica la posizione a est o a ovest rispetto al meridiano centrale della Luna (di longitudine 0°); la longitudine selenografica aumenta verso Est (verso il Mare Crisium): è 90° al bordo esterno (o lembo medio) Est della Luna, 180° nella posizione opposta alla Terra, 270° al bordo esterno Ovest, e arriva 360º al meridiano centrale. L'ovest si trova verso l'Oceanus Procellarum; in questa direzione possono essere usati anche gradi negativi. Si noti tuttavia che per Unione Astronomica Internazionale in realtà i termini Est e Ovest, utilizzati comunemente, sono aboliti.
- il meridiano centrale è la linea di longitudine che passa per il punto medio centrale del disco lunare visibile, ossia il punto di metà della Luna, come si vede dalla Terra.

Un importante punto di repere sulla Luna è il piccolo cratere da impatto chiamato Mösting A posto sul margine di sud-est del Mare Insularum. A metà del fondo del cratere Mösting c'è un piccolo rilievo identificabile facilmente dalla Terra con il cannocchiale meridiano, posto nelle seguenti coordinate:
| Latitudine:  | 3° 12' 43,2" Sud   |
| Longitudine: | 5° 12' 39,6" Ovest |
Mösting A permette di determinarne i movimenti della Luna e, in parte, la conformazione della superficie lunare. Di recente tuttavia è stato possibile effettuare misure più precise per mezzo dell'esperimento Lunar Laser Ranging.